# Rue des Juges-Consuls
 (décembre 2023).
Si vous disposez d'ouvrages ou d'articles de référence ou si vous connaissez des sites web de qualité traitant du thème abordé ici, merci de compléter l'article en donnant les références utiles à sa vérifiabilité et en les liant à la section « Notes et références ».
La rue des Juges-Consuls est une voie du 4e arrondissement de Paris, en France.

## Situation et accès

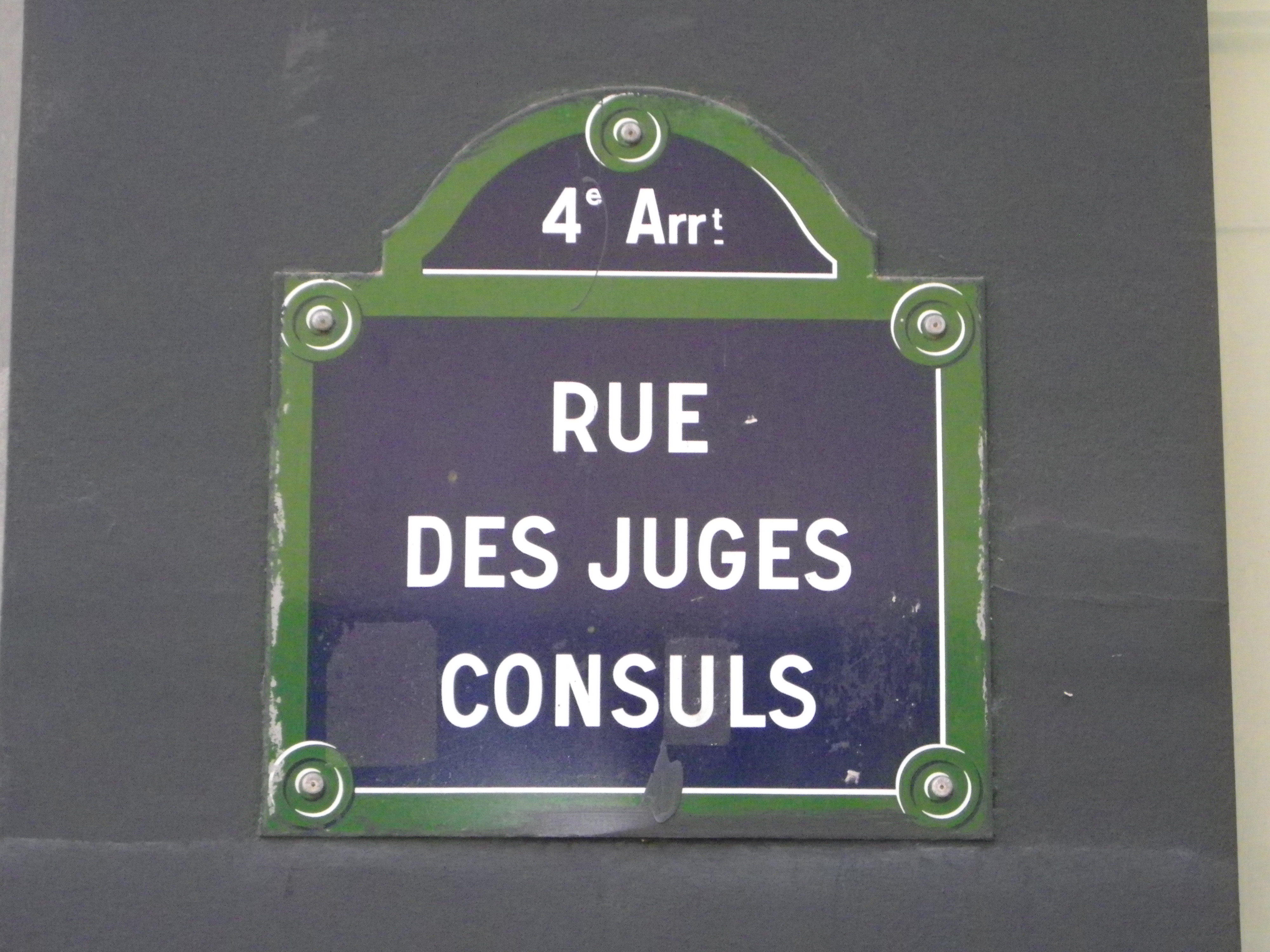
Plaque de la rue des Juges-Consuls à Paris.

La rue des Juges-Consuls est une voie publique située dans le 4e arrondissement de Paris. Elle débute au 68, rue de la Verrerie et se termine au 3 bis-5, rue du Cloître-Saint-Merri.

## Origine du nom
Elle porte ce nom car les juges consulaires ont siégé pendant trois cents ans dans cette rue qui a été le berceau du tribunal de commerce.

## Historique
Une décision ministérielle du 21 juin 1844 a donné ce nom à la partie de la rue du Cloître-Saint-Merri où était située autrefois la maison des Juges-Consuls.

## Bâtiments remarquables et lieux de mémoire
Des sarcophages de plâtre datés de la période mérovingienne furent découverts en 1899, au chevet de l'église Saint-Merri et pourraient appartenir, selon Philippe Marquis, chargé de mission à la Commission du Vieux Paris, à la nécropole de la chapelle Saint-Pierre-des-Bois connue uniquement par les textes.